# توم وولف (سياسي)
توم وولف (بالإنجليزية: Tom Wolf) هو شخصية أعمال ورائد أعمال وسياسي أمريكي، ولد في 17 نوفمبر 1948 في يورك في الولايات المتحدة. حزبياً، نشط في الحزب الديمقراطي. وقد انتخب حاكم ولاية بنسلفانيا ‏ (20 يناير 2015 – ).

## وصلات خارجية
- الموقع الرسمي